# الیزابت بارتن

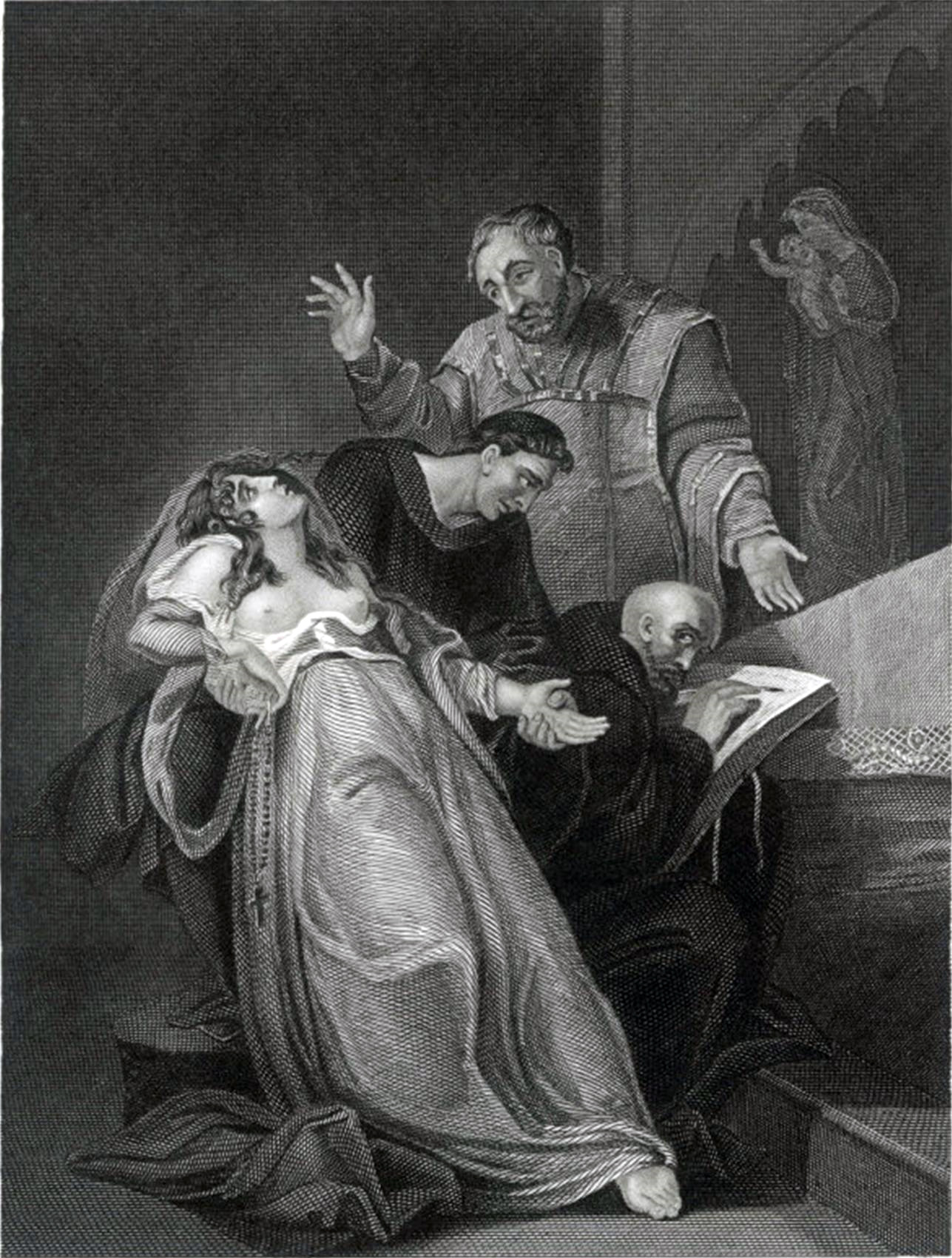

الیزابت بارتن، (زاده ~ ۱۵۰۶ - درگذشته ۲۰ آوریل ۱۵۳۴) راهبهٔ انگلیسی بود که ادعای پیغمبری کرده و اعدام شد.